# 中川勝 (学者)
中川 勝（なかがわ まさる）は、日本の大学教授、研究者。東北大学多元物質科学研究所教授。元東京工業大学資源化学研究所准教授。

## 人物・経歴
1988年、市川高等学校卒業。1992年、上智大学理工学部化学科卒業。1994年、上智大学大学院理工学研究科応用化学専攻博士前期課程修了。1997年、同大学大学院理工学研究科応用化学専攻博士後期課程修了（工学博士）。同年、東京工業大学資源化学研究所助手。2002年、同大学研究所助教授。2007年、同大学研究所准教授。2008年、東北大学多元物質科学研究所教授。